# 傅佛果
傅佛果（英語：Joshua A. Fogel，1950年—），是一名專注於研究現代中國歷史以及中日兩國文化與政治關係的漢學家、歷史學家和翻譯家，加拿大多倫多約克大學歷史學教授，擁有加拿大首席科學家的名譽。

## 簡歷
傅佛果出生於美國紐約市的布魯克林區，在加州柏克萊長大，先就讀芝加哥大學，1980年再從哥倫比亞大學取得博士學位，在1981至1988年以及1989至2005年分別在哈佛大學和加州大學聖巴巴拉分校任教，1976至78年期間作為研究生在京都大學學習，他亦曾作為客座教授在多所學術機構授課及進行學術研究，包括普林斯頓高等研究院，京都大學，英国跨大学中国研究中心，關西大學以及希伯來大學。
傅佛果對中國歷史和日本歷史深感興趣，其主要研究領域為中日文化和政治關係，他的第一個主要研究項目是對日本戰前漢學家內藤湖南的傳記研究，並於1984年編寫出《内藤湖南：政治與漢學（1866-1934）》（Politics and Sinology: The Case of Naito Konan (1866-1934)），他之後的工作也是傾向於研究中日兩個文化之間的互動。他也是在線期刊《中日研究》（Sino-Japanese Studies）的編輯。

## 部份見解與研究

### 關於南京大屠殺
在關於南京大屠殺死亡人數的爭議上，傅佛果批評一些人不但誇大屠殺暴行中的死亡人數，還“壓制異議人士”的聲音。
他亦對《南京暴行：被遺忘的大屠殺》一書及其作者張純如作出批評，他認為該書存在「嚴重缺陷」以及「輕率的解釋」，他認為張純如在解釋大屠殺為何會發生時，這本書便會開始「分崩離析」，例如她認為大規模屠殺的發生都可以被歸結為「日本人的心理」。他指出問題其中一個方面是張純如「欠缺成為一名歷史學家的訓練」，而另一方面是這本書在許多情況下使用「假設的事實」。他補充說：“目前有數十名日本學者正在積極地參與相關研究......事實上，正是有賴於當今日本學者們的開拓性研究，我們才得知有關在南京大屠殺中日本對慰安婦的性剝削，以及日方對中方使用化學武器的許多細節。

### 關於「支那」一詞
傅佛果以「Negro」一詞跟支那（Shina）作類比，他指出，1960年代中期以前「Negro」一詞並沒有冒犯成份，而且「Negro」可以被黑人以外的任何族群使用，甚至與當時具有公然侮辱和冒犯性的「Colored」一詞相比可以被視為是一種尊稱（例如非裔美國人民權運動領袖馬丁·路德·金在《我有一個夢想》演講裡中就多次使用「Negro」一詞）；直到1960年代後期，人們開始轉用「Black」一詞替代「Negro」，這是因為原被稱為「Negro」的群體要求作出這樣的改變。他亦點名批評，公開使用「支那」及「支那人」並且扭曲這些詞原意的日本右翼政治家石原慎太郎為「麻煩製造者」（Troublemaker）。